# Psychotria boqueronensis
El cafeto de monte, tinto o palo amarillo (Psychotria boqueronensis) es una especie de arbusto de la familia de las rubiáceas, endémica de la Cordillera Oriental los Andes de Colombia.

## Descripción
Alcanza 2 m de altura.  Hojas verdes con venas foliares amarillas por la haz. Flores blancas. Frutos naranja a anaranjado, que al madurar son negruzcos.

## Usos
La medicina tradicional le atribuye propiedades como emplasto contra las neuralgias y el reumatismo y se la utiliza como emético-catártico.